# Rahlir Hollis-Jefferson
Pour les articles homonymes, voir Hollis.
Rahlir Hollis-Jefferson, né le 26 juin 1991 à Chester en Pennsylvanie, est un joueur américain de basket-ball. Il évolue aux postes d'ailier et d'ailier fort.

## Biographie

### Carrière universitaire
Entre 2009 et 2013, il joue pour les Owls de Temple à l'Université Temple.

### Carrière professionnelle

#### AB Contern (2013-2014)
Le 27 juin 2013, automatiquement éligible à la draft 2013 de la NBA, il n'est pas sélectionné.
Le 18 septembre 2013, il signe son premier contrat professionnel au Luxembourg avec l'AB Contern (en) dans la Total League.

#### 87ers du Delaware (2014-2015)
Le 30 octobre 2014, il retourne dans son pays natal et rejoint les 87ers du Delaware en D-League. Toutefois, il a un temps de jeu réduit à 16,2 minutes par match.

#### Saint John Mill Rats (2015)
Le 13 octobre 2015, Hollis-Jefferson signe avec Saint John Mill Rats (en) au Canada dans la National Basketball League. Cependant, il ne dispute aucune rencontre avec cette équipe.

#### Orangeville A's (2016-2017)
En 2016, Hollis-Jefferson signe avec les A's de Brampton au Canada dans la National Basketball League. À la fin de la saison 2016-2017, Hollis-Jefferson est nommé meilleur défenseur de l'année du championnat.

#### Suns de Northern Arizona (2017-2018)
En octobre 2017, Hollis-Jefferson est drafté par les Suns de Northern Arizona en G League. Il a des moyennes de 9,9 points et 5,4 rebonds par match.

#### Kataja (2018-2019)
Le 14 août 2018, il part en Finlande où il signe au Kataja Basket Club dans la Finnish league.

#### Hustle de Memphis (2019-2020)
Pour la saison 2019-2020, Hollis-Jefferson signe avec le Hustle de Memphis en G League. Le 14 janvier 2020, il est libéré par le club mais y retourne deux jours plus tard après que Matt Mooney a été appelé pour jouer en NBA.

## Statistiques

### Universitaires
Les statistiques de Rahlir Hollis-Jefferson en matchs universitaires sont les suivantes :
| Saison    | Équipe | Matchs | Titul. | Min./m | % Tir | % 3pts | % LF | Rbds/m. | Pass/m. | Int/m. | Ctr/m. | Pts/m. |
| --------- | ------ | ------ | ------ | ------ | ----- | ------ | ---- | ------- | ------- | ------ | ------ | ------ |
| 2009-2010 | Temple | 34     | 0      | 16,6   | 39,0  | 16,7   | 65,6 | 2,65    | 0,65    | 0,53   | 0,47   | 3,91   |
| 2010-2011 | Temple | 34     | 10     | 26,4   | 52,2  | 0,0    | 55,7 | 5,29    | 1,65    | 1,03   | 0,88   | 5,62   |
| 2011-2012 | Temple | 32     | 31     | 33,9   | 56,7  | 0,0    | 57,5 | 6,59    | 2,41    | 1,50   | 0,91   | 9,25   |
| 2012-2013 | Temple | 33     | 31     | 31,6   | 44,2  | 0,0    | 62,0 | 6,12    | 3,39    | 1,70   | 1,03   | 8,94   |
| Total     | Total  | 134    | 72     | 26,8   | 48,2  | 10,0   | 59,9 | 5,12    | 1,99    | 1,17   | 0,81   | 6,83   |

## Vie privée
Rahlir est le grand frère de Rondae qui joue en NBA. Son oncle, Karim Alexander, est assassiné le 5 août 2008 et l'affaire n'a pas été résolue.